# St. Peter und Paul (Berga)

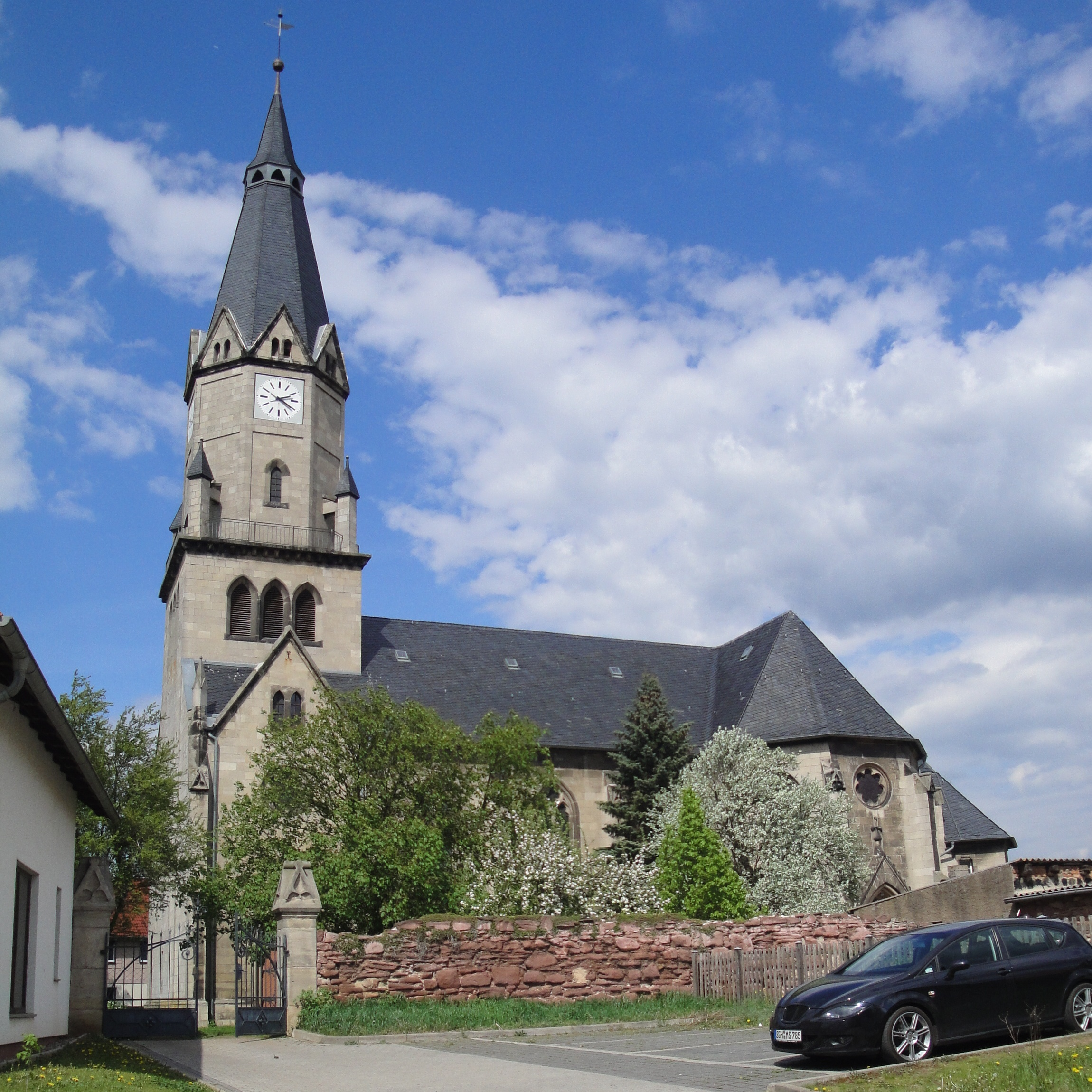
Die Kirche

Die evangelische Dorfkirche St. Peter und Paul steht Ortsbild prägend auf einer Anhöhe in der Gemeinde Berga im Landkreis Mansfeld-Südharz in Sachsen-Anhalt. Sie gehört zum Pfarrbereich Kelbra im Kirchenkreis Eisleben-Sömmerda der Evangelischen Kirche in Mitteldeutschland.

## Geschichte
Diese Kirche entstand 1898 auf dem 1709 bis 1711 errichteten Vorgängergotteshaus. Früher war auf diesem Grundstück ein urgeschichtlicher Kult- und Gerichtsplatz. Später trug der Platz eine Befestigungsanlage, bevor die erste Kirche gebaut wurde. Reste dieser Verteidigungsanlage sind noch erkennbar.

## Besonderheiten
- Früher, als Berga Sitz eines Erzpriesters war, bestand eine Send- oder Hauptkirche, in der die Geistlichen des Bannes Berga zum Versammeln zur Synode zusammenkamen, denn der Bann bestand aus zwei Bezirken, nämlich aus Berga oberhalb und Berga unterhalb. Aus dieser Tatsache ist auch das prächtige Gebäude und seine Lage zu erklären.
- Kulturhistorisch bemerkenswert ist das Relief des Schmerzensmanns aus dem 14. Jahrhundert, einige Grabmäler und die Chorfenster.
- Der großräumige Friedhof ist mit einer aus dem Mittelalter stammenden Mauer umgeben.[1]